# امیل سالومونسون
امیل سالومونسون (انگلیسی: Karl Emil Salomonsson؛ زادهٔ ۲۸ آوریل ۱۹۸۹) یک بازیکن فوتبال اهل سوئد است. وی همچنین در تیم ملی فوتبال سوئد بازی کرده‌است.
از باشگاه‌هایی که در آن بازی کرده‌است می‌توان به باشگاه فوتبال هالمستاد، باشگاه فوتبال گوتبورگ، باشگاه فوتبال سانفریس هیروشیما اشاره کرد.